# Clemens von Oer (1895–1976)
Clemens Freiherr von Oer (* 25. August 1895 in Legden; † 8. August 1976 in Schlangenbad) war ein deutscher Verwaltungsjurist und Politiker (Zentrum, CDU).

## Leben und Wirken
Clemens Freiherr von Oer entstammte dem alten westfälischen Adelsgeschlecht Oer des Vestes Recklinghausen. Als Sohn der Eheleute Adolf Hubertus Maria Freiherr von Oer und Anna Gräfin Droste Vischering geboren, wuchs Clemens in Haus Egelborg auf. Am Nepomucenum in Coesfeld machte er 1914 sein Abitur und wurde sodann  zum Militärdienst einberufen und als Leutnant im Kürassier-Regiment „von Driesen“ (Westfälisches) Nr. 4 in Russland schwer verwundet. Sein Studium der Rechts- und Staatswissenschaften begann er in Münster. Er wurde im Sommer 1918 Regierungsreferendar. 1921 war er als Assessor bei der Interalliierten Regierungs- und Plebiszitskommission für Oberschlesien in Beuthen und Gleiwitz, danach für ein Jahr im Vorzimmer des Reichsfinanzministers tätig. Von 1931 bis 1935 war er beim Finanzamt Burgsteinfurt beschäftigt.
Von Oer war Mitglied der Deutschen Zentrumspartei und wurde am 3. April 1933 von der Stadtverordnetenversammlung Münster als ehrenamtlicher Stadtrat gewählt. Einen Beitritt in die NSDAP lehnte er ab mit der Folge, dass er zum 1. November 1935 aus dem Staatsdienst ausschied. Er unterstützte dann seinen Vater bei der Verwaltung der Güter. 1944 wurde er vom NS-Regime inhaftiert.
Die britische Militärregierung forderte ihn – er war völlig unbelastet und ein erfahrener Verwaltungsmann – auf, das Amt des kommissarischen Landrats zu übernehmen. Am 23. April 1945 gab die Militärregierung seine Ernennung bekannt. Nach der Rückkehr des Landrats Felix Sümmermann wurde er vom Oberpräsidenten Rudolf Amelunxen zum Regierungspräsidenten in Münster berufen. Am 20. Oktober 1946 wurde durch das Entstehen des Landes Nordrhein-Westfalen die Verwaltung umgegliedert und die Provinzialregierung für Westfalen aufgelöst. Von Oer kümmerte sich fortan um die Verwaltung seines Gutes. In der Kommunalpolitik war er weiterhin aktiv als CDU-Mitglied der Amtsvertretung Legden und als Mitglied des Kreistages von 1946 bis 1948 und von 1956 bis 1964.

## Familie
Von Oer hatte am 15. Juli 1926 Wilhelmine Freiin von Vittinghoff gen. Schell (1901–1974) geheiratet. Aus der Ehe gingen zwei Söhne und zwei Töchter hervor:
- Adolf (1927–2018) ⚭ 1968 Rosa Maria Freiin von Haxthausen (1927–2015)
- Marie Anna (1927–2019) ⚭ 1951 Wolfgang Graf von Plettenberg (1922–2012)
- Rudolfine (1930–2019), Professorin für Geschichte und Didaktik
- Antonius (* 1932), adoptierter Graf von Mirbach-Harff ⚭ 1976 Elisabeth Gräfin von und zu Westerholt und Gysenberg (* 1950)

## Ehrungen
- Bundesverdienstkreuz 1. Klasse
- Ehren- und Devotions-Großkreuz-Bailli des Malteser-Ritterordens
- ordentliches Mitglied der Historischen Kommission für Westfalen (ab 1946)